# Городна Юлія Миколаївна
Ю́лія Горо́дна (* 2002) — українська біатлоністка.

## З життєпису
Народилась 2001 року в місті Львів. У збірній з 2018. Тренер Іващишин Андрій Миколайович; командний тренер Лєсніков Валерій Сергійович.
Медалістка Універсіади-2017. Всеукраїнські змагання з біатлону серед учнів ДЮСШ 2017 — переможниця в спринтерській гонці на 5 км.
Учасниця Чемпіонат світу з літнього біатлону 2021. Чемпіонка України з біатлону-2021.
Учасниця Чемпіонату світу з літнього біатлону-2022.
У лютому 2022 року виїхала під час російського вторгнення до Чехії. Чеський союз біатлоністів надав їй приміщення. За його підтримки вона разом зі своєю сестрою Оленою вперше стартувала в гонці Кубка світу.
Закінчила Львівський кооперативний коледж економіки і права; Чернігівський інститут інформації, бізнесу і права — напрям «Менеджмент та публічне адміністрування».
Чемпіонат світу з літнього біатлону 2023 — бронзова нагорода з суперспринту.